# Renaud Girard
Pour les articles homonymes, voir Girard.
Renaud Girard, né le 25 mai 1955 à New York, est un journaliste et géopoliticien français.
Il est l'auteur de livres sur le Moyen-Orient, le Pakistan et l'Afghanistan et d'essais sur les relations internationales.

## Biographie
Renaud Girard, est le fils d'Augustin Girard (1923-2009), haut fonctionnaire au ministère de la Culture. Il naît le 25 mai 1955 à New York alors que son père, agrégé d'anglais, séjourne temporairement aux États-Unis. Renaud Girard appartient à une famille de résistants originaires du Haut-Doubs, dont plusieurs membres furent tués durant l'Occupation allemande.

### Formation
Renaud Girard est normalien et énarque (promotion « Solidarité » ; 1981-1983). Après des études au lycée Louis-le-Grand à Paris, il intègre l’École normale supérieure à Paris (rue d'Ulm) en 1977, où il étudie les lettres et l'histoire, puis intègre l'ENA,.
Il effectue son service militaire dans les troupes de montagne (27e bataillon de chasseurs alpins d'Annecy), où il commande durant sept mois une section de combat, après une formation d'aspirant de cinq mois à l’École spéciale militaire de Saint-Cyr-Coëtquidan, et devient officier de réserve.

### Grand reporter et chroniqueur international
Grand reporter international et reporter de guerre au journal Le Figaro depuis 1984, Renaud Girard couvre plusieurs grandes crises politiques et conflits armés de la planète. Il couvre notamment les guerres à Chypre, en Asie centrale, en ex-Indochine, au Maghreb et au Sahel, dans les Balkans, au Proche et au Moyen-Orient, en Afrique subsaharienne, dans le Caucase et en Libye. Dans les années 1980, il se rend en Afghanistan pour y couvrir la lutte contre les Soviétiques et y rencontre le commandant Ahmed Chah Massoud. En 1993, il se rend en Somalie, au moment de l'intervention militaire des États-Unis. Il est aussi l'un des premiers journalistes à pénétrer au Rwanda dès le début du génocide de 1994. Coincé en Tchéchénie pendant l'hiver 1999-2000, il traverse à pied dans la neige, accompagné du photographe Olivier Jobard, la chaîne du Caucase vers la Géorgie afin d'échapper à l'Armée russe. En 2007, il se rend au Venezuela pour y couvrir le référendum sur la modification de la Constitution et passe plusieurs jours au contact d'Hugo Chavez, le chef d’État vénézuélien. En 2013, il voyage à nouveau en Somalie puis est présent en Égypte au Caire au moment du renversement du président Mohamed Morsi, évènement qu'il couvre pour Le Figaro. En 2014, il se rend dans la bande de Gaza pour y couvrir le conflit entre Israël et le Hamas. En 2011, 2013 et 2015, il se rend en Libye. En 2015, il se rend en République démocratique du Congo, où il rencontre Moïse Katumbi, alors gouverneur de la province du Katanga et dont il fera un portrait.
En avril 2013, il succède à Alexandre Adler comme chroniqueur international du Figaro[réf. souhaitée].
En juin-juillet 2015 (27 juin-13 juillet), il est envoyé 17 jours en Grèce par Le Figaro, où il couvre en tant qu'envoyé spécial et analyste la crise grecque, gérée par le Premier ministre Alexis Tsipras.
Aux débuts de l'insurrection syrienne de 2011-2012, Renaud Girard plaide contre la livraison d'armes aux rebelles et défend la protection des chrétiens d'Orient.
En 2017, il est candidat malheureux au fauteuil 37 de l'Académie française, laissé vacant par la mort de René Girard.

### Expert en géopolitique
Expert en géopolitique, il a écrit plusieurs ouvrages sur le Moyen-Orient, intervient dans les médias et anime régulièrement des conférences internationales. 
Il est professeur de stratégie, de géostratégie et de relations internationales à l'Institut d'études politiques de Paris (Sciences Po Paris).
Il est membre du Comité de rédaction de la Revue des deux Mondes, éditorialiste à Questions Internationales, membre du Cercle de l'Union Interalliée et du club Le Siècle.

### Récompenses et prix
- 2006 : Prix Montyon de l’Académie française pour Pourquoi ils se battent. Voyages à travers les guerres du Moyen-Orient.
- 2008 : Prix Bayeux des correspondants de guerre pour son reportage[14] « L'Otan dans le piège afghan à Kandahar ».
- 2014 : Grand Prix de la Presse internationale[15] de l'Association de la presse étrangère pour « l’ensemble de sa carrière de Grand reporter international et pour l’excellence de ses chroniques internationales ».

## Prises de position
(6 avril 2020).
- Si vous ne connaissez pas le sujet, laissez ce bandeau (vous pouvez alors contacter les auteurs).
- Si vous supprimez le contenu mis en cause (vous pouvez préalablement contacter les auteurs),

argumentez précisément cette suppression dans la page de discussion
(un manque de référence n'est pas un argument ; une recherche réelle de référence doit avoir été effectuée, être formellement documentée).
Cette section ne s'appuie pas, ou pas assez, sur des sources secondaires ou tertiaires indépendantes du sujet. Le texte peut contenir des analyses inexactes ou inédites de sources primaires.
Pour l'améliorer, ajoutez-en, ou placez des modèles {{Source secondaire souhaitée}} ou {{Source secondaire nécessaire}} sur les passages mal sourcés. (septembre 2022)

### Intervention militaire de l'OTAN au Kosovo
Renaud Girard a fortement critiqué en 1999 l'intervention militaire de l'OTAN au Kosovo. Pour lui, la participation de la France a cette action a été un contresens historique majeur, les Serbes étant les alliés des Français de longue date. L'indépendance du Kosovo, selon lui, n'a mené qu'à la constitution d'un pôle de criminalité et de trafics au cœur de l'Europe.

### Relations Iran - Occident
Renaud Girard distingue et oppose la politique de George W. Bush et celle de son successeur Barack Obama. Il est un fervent partisan de la politique adoptée par Barack Obama de rapprochement avec l'Iran. Renaud Girard soutient un double objectif : le fait que l'Iran n'obtienne pas l'arme nucléaire, d'une part, et la pleine reconnaissance de l'Iran comme puissance régionale, avec la levée totale des sanctions internationales qui pèsent sur ce pays et l'association de ce pays à la gestion de la zone moyen-orientale. Il plaide pour un rapprochement de l'Occident avec l'Iran, une détente entre Arabie saoudite et l'Iran et soutient également le rapprochement entre les États-Unis et le régime castriste de Cuba.

### Conflit israélo-palestinien
En ce qui concerne le conflit israélo-palestinien, Renaud Girard se montre critique vis-à-vis de la brutalité politique et militaire d’Israël et condamne les interventions militaires israéliennes à Gaza. Il juge cette politique injuste et inefficace, contraire même aux intérêts réels d’Israël, la qualifiant de « suicidaire ». Pour lui, l'avenir d’Israël passe par une pacification de ses relations avec les Palestiniens (rendue vitale par la force de la démographie arabe) et une pleine intégration politique et commerciale au monde moyen-oriental. Il plaide pour une solution à deux États, qui concilierait les deux objectifs qu’il considère comme fondamentaux : l'existence, la liberté et la sécurité d’Israël, d'une part, et la réalisation des droits légitimes des Palestiniens (notamment celui d'avoir un État), d'autre part, et ce afin d'arriver à une pacification de la région et à un développement économique dont tous seraient bénéficiaires. 

### Position diplomatique de la France
En ce qui concerne la France, Renaud Girard entend ramener le pays sur le chemin de la realpolitik. Il souhaite que la France affirme son indépendance et se dote à nouveau d'une politique étrangère claire, cohérente et lisible, suivant une méthode. Il pense que la France doit renforcer ses capacités militaires, jouer le rôle d'« honest broker »,  c'est-à-dire de « médiateur sincère » ou d'« honnête intermédiaire », dans un certain nombre de conflits (par exemple entre Israéliens et Palestiniens ou entre Iran et États-Unis) et s'inscrire pleinement dans la mise en place d'un monde multipolaire. Renaud Girard revendique lui-même un positionnement gaullien et affirme son admiration pour le général de Gaulle, partageant avec lui un souci d'indépendance nationale et de réalisme politique. Pour Renaud Girard, rappelant que la première visite officielle de Nixon fut pour la France du général de Gaulle, une France indépendante, faisant entendre sa spécificité, est plus utile aux intérêts bien compris de la France, des États-Unis eux-mêmes et du monde qu'une France platement alignée sur les États-Unis. 

### Russie et États-Unis
Renaud Girard reprend régulièrement le narratif du pouvoir russe. Concernant l'annexion de la Crimée par la Russie en 2014, il affirme en 2019 que les Américains « ont provoqué la réaction des Russes en Crimée ». Il affirme en 2020, que cette annexion est « géopolitiquement compréhensible ». 

#### Liens France-Russie
Concernant les liens entre la France et la Russie, Renaud Girard invite régulièrement dans ses écrits à un rapprochement avec la Russie. Il pense qu'il est contre-productif d'adopter une position d’hostilité à l'égard de la Russie et met en avant l'importance historique du lien de la France avec la nation russe ainsi que la réelle popularité de Vladimir Poutine en Russie. Il invite à ne pas humilier la Russie et critique la non-livraison des navires Mistral ainsi que l'absence de François Hollande à Moscou, le 9 mai 2015, pour la célébration de l'anniversaire de la fin de la Seconde Guerre mondiale. Pour lui, les conséquences de la politique anti-russe vont uniquement radicaliser Vladimir Poutine, empêcher toute issue au conflit ukrainien et pousser les Russes dans les bras des Chinois. Le rapprochement entre la France et la Russie doit se faire, selon Renaud Girard, par réalisme et par pragmatisme.

#### Pologne et pays Baltes
Il qualifie en 2015 la Pologne, la Lituanie et la Lettonie d'« États paranoïaques », puis en 2018 de pays « complètement et volontairement inféodés à l’Amérique » dans Le Courrier de Russie.

### Conflit syrien
Renaud Girard s'oppose à toute intervention militaire et critique la fermeture de l'ambassade de France à Damas en 2012, soulignant le rôle de l'ambassade dans le renseignement des autorités françaises sur la situation syrienne, dans la coopération entre services syriens et français pour lutter contre le terrorisme et dans le dialogue avec les autorités de Damas et appelle à maintenir le dialogue jusqu'aux dernières limites possibles et propose d'associer Bachar el-Assad aux négociations de paix. Il propose en 2015 d'« aider les Russes en Syrie car l’Amérique a mis durablement la région à feu et à sang, peut-être involontairement », passant sous silence les crimes de guerre du régime de Bachar el-Assad, appuyés par l'armée russe.

### Afrique subsaharienne
À propos de l'Afrique subsaharienne, Renaud Girard a réfléchi aux conditions de mise en place d'un véritable État de droit et d'une démocratie adaptée aux spécificités et aux problèmes de l'Afrique. La mise en place d'institutions fortes et d'un véritable État de droit sont, selon lui, les conditions du développement économique de cette zone à fort potentiel.

### Néo-conservatisme
De manière générale, Renaud Girard se montre très critique à l'égard de l'idéologie néo-conservatrice et de toute volonté messianique d'imposer la démocratie par la force. Il considère que les États-Unis de G. W. Bush ont choisi de tenter d'imposer la démocratie plutôt que de défendre la paix et que le résultat de ce choix est un échec complet, impliquant un Moyen-Orient désormais en guerre et plus éloigné de la démocratie que jamais. Renaud Girard déclare notamment : « On n'impose pas la démocratie à coup de chasseurs bombardiers [...]. Le droit d'ingérence ou le "néoconservatisme", c'est le retour de la pulsion coloniale par la fenêtre ».

## Ouvrages
- Pourquoi ils se battent ? : Voyage dans les guerres du Moyen-Orient, Paris, Flammarion, 2005  (ISBN 2080687697), Prix Montyon de l'Académie française
- La guerre ratée d'Israël contre le Hezbollah, Paris, Perrin, 2006  (ISBN 226202605X)
- Retour à Peshawar, Paris, Grasset, 2010  (ISBN 978-2246765516)
- Le Monde en marche, Paris, CNRS, 2014  (ISBN 978-2271079916)
- Que reste-t-il de l'Occident ? avec Régis Debray, Paris, Grasset, 2014  (ISBN 978-2246851363)
- Le monde en guerre. 50 clefs pour le comprendre, Paris, Carnets Nord / Montparnasse, 2016
- Quelle diplomatie pour la France ? Prendre les réalités telles qu'elles sont, Paris, Le Cerf, 2017
- Un ambassadeur russe à Paris, avec Alexandre Orlov, Fayard, 2020.
- Déraisons d'États. Virus à l'Élysée, avec Olivier Darrason, bande dessinée, Philéas, 2022.